# Cosmia apicimacula
Cosmia apicimacula là một loài bướm đêm trong họ Noctuidae.